# Laverne Cox
Laverne Cox (Mobile, Alabama, 29 mei 1972) is een Amerikaanse actrice, vooral bekend van haar rol in de televisieserie Orange Is the New Black.

## Biografie
Laverne studeerde aan de Alabama School of Fine Arts. Ze begon met een studie creative writing en wisselde later naar de dansopleiding van de school. Vervolgens studeerde Cox nog twee jaar aan de Indiana University Bloomington voordat ze van dans naar acteren wisselde aan het Marymount Manhatten College.
Cox is het bekendst van haar rol als Sophia Burset in de televisieserie Orange Is the New Black. Ze was in 2014 de eerste openlijke transgender persoon die in de acteercategorie werd genomineerd voor een Primetime Emmy Award met haar nominatie voor Outstanding Guest Actress in a Comedy Series. Ze was de eerste transgender persoon op de omslag van Time. Cox heeft een tweelingbroer, M Lamar, die in twee afleveringen van Orange Is the New Black het personage van Cox speelt. Cox speelde tevens in de film Carla (2011) de rol van Cinnamon en in Grandma (2015) die van Deathy.
Cox' activisme voor acceptatie en meer bewustzijn ten aanzien van de transgendercommunity heeft haar verschillende nominaties en ereprijzen opgeleverd, waaronder de benoeming van Woman of the Year door Glamour Magazine (2014). Ook heeft Cox als producer televisieprogramma's gemaakt omtrent transgender personen. In de zestig minuten durende documentaire The T Word worden zeven transgender personen in de leeftijd van 12 tot 24 jaar gevolgd. Tevens produceerde Cox de televisieserie TRANSform Me, waarin ze samen met twee andere transgenders onzekere vrouwen een uiterlijke metamorfose geeft. Cox kreeg, als eerste transgender vrouw ooit, in 2015 een wassen beeld in Madame Tussauds in San Francisco.

## Filmografie

### Films
- Uglies (2024)
- Jolt (2021)
- Grandma (2015)
- Grand Street (2014)
- 36 Saints (2013)
- The Exhibitionists (2012)
- Migraine (film) (2012)
- Musical Chairs (2011)
- Carla (2011)
- Bronx Paradise (2010)
- Uncle Stephanie (2009)
- All Night (2008)
- The Kings of Brooklyn (2004)
- Betty Anderson (2000)

### Tv-series
Inclusief eenmalige verschijningen.
- Inventing Anna (2022)
- The Blacklist (2021) - Dr. Laken Perillos
- The Rocky Horror Picture Show: Let's Do the Time Warp Again (2016)
- The Mindy Project (2015) - Sheena - twee afleveringen.
- Girlfriends' Guide to Divorce (2014) - Adele Northrop - een aflevering.
- Faking It (2014) - Margot - een aflevering.
- Orange Is The New Black (2013 - 2019) - Sophia Burset - 33 afleveringen.
- TRANSform Me (2010) - zichzelf (tevens producer) - acht afleveringen.
- Bored to Death (2009) - transseksuele prostitué - een aflevering.
- Law & Order (2008) - Minnie - een aflevering.
- I Want to work for Diddy (2008) - zichzelf - zes afleveringen.
- Law & Order: Special Victims Unit (2008) - Candace - een aflevering.